# Cena BAFTA za nejlepší mužský herecký výkon ve vedlejší roli
Filmová cena Britské akademie za nejlepší mužský herecký výkon ve vedlejší roli je filmová cena za nejlepší mužský herecký počin ve vedlejší roli udělovaná každý rok Britskou akademií filmového a televizního umění.

## Vítězové

### Šedesátá léta
| Rok  | Herec            | Za výkon ve snímku                              |
| ---- | ---------------- | ----------------------------------------------- |
| 1968 | Ian Holm         | The Bofors Gun (The Bofors Gun)                 |
| 1969 | Laurence Olivier | Jaká to rozkošná válka! (Oh! What a Lovely War) |

### Sedmdesátá léta
| Rok  | Herec         | Za výkon ve snímku                                            |
| ---- | ------------- | ------------------------------------------------------------- |
| 1970 | Colin Welland | Kes (Kes)                                                     |
| 1971 | Edward Fox    | Posel (The Go-Between)                                        |
| 1972 | Ben Johnson   | Poslední představení (The Last Picture Show)                  |
| 1973 | Arthur Lowe   | Šťastný to muž (O Lucky Man!)                                 |
| 1974 | John Gielgud  | Vražda v Orient expresu (Murder on the Orient Express)        |
| 1975 | Fred Astaire  | Skleněné peklo (The Towering Inferno)                         |
| 1976 | Brad Dourif   | Přelet nad kukaččím hnízdem (One Flew Over the Cuckoo's Nest) |
| 1977 | Edward Fox    | Příliš vzdálený most (A Bridge Too Far)                       |
| 1978 | John Hurt     | Půlnoční expres (Midnight Express)                            |
| 1979 | Robert Duvall | Apokalypsa (Apocalypse Now)                                   |

### Osmdesátá léta
| Rok  | Herec           | Za výkon ve snímku                                        |
| ---- | --------------- | --------------------------------------------------------- |
| 1981 | Ian Holm        | Ohnivé vozy (Chariots of Fire)                            |
| 1982 | Jack Nicholson  | Rudí (Reds)                                               |
| 1983 | Denholm Elliott | Záměna (Trading Places)                                   |
| 1984 | Denholm Elliott | Soukromá slavnost (A Private Function)                    |
| 1985 | Denholm Elliott | Obrana říše (Defence of the Realm)                        |
| 1986 | Ray McAnally    | Misie (The Mission)                                       |
| 1987 | Daniel Auteuil  | Jean od Floretty (Jean de Florette)                       |
| 1988 | Michael Palin   | Ryba jménem Wanda (A Fish Called Wanda)                   |
| 1989 | Ray McAnally    | Moje levá noha (My Left Foot: The Story of Christy Brown) |

### Devadesátá léta
| Rok  | Herec             | Za výkon ve snímku                                        |
| ---- | ----------------- | --------------------------------------------------------- |
| 1990 | Salvatore Cascio  | Bio Ráj (Cinema Paradiso (Nuovo cinema Paradiso))         |
| 1991 | Alan Rickman      | Robin Hood: Král zbojníků (Robin Hood: Prince of Thieves) |
| 1992 | Gene Hackman      | Nesmiřitelní (Unforgiven)                                 |
| 1993 | Ralph Fiennes     | Schindlerův seznam (Schindler's List)                     |
| 1994 | Samuel L. Jackson | Pulp Fiction: Historky z podsvětí (Pulp Fiction)          |
| 1995 | Tim Roth          | Rob Roy (Rob Roy)                                         |
| 1996 | Paul Scofield     | Čarodějky ze Salemu (The Crucible)                        |
| 1997 | Tom Wilkinson     | Do naha! (The Full Monty)                                 |
| 1998 | Geoffrey Rush     | Královna Alžběta (Elizabeth)                              |
| 1999 | Jude Law          | Talentovaný pan Ripley (The Talented Mr. Ripley)          |

### První desetiletí 21. století
| Rok  | Herec              | Za výkon ve snímku                                 |
| ---- | ------------------ | -------------------------------------------------- |
| 2000 | Benicio del Toro   | Traffic – nadvláda gangů (Traffic)                 |
| 2001 | Jim Broadbent      | Moulin Rouge! (Moulin Rouge!)                      |
| 2002 | Christopher Walken | Chyť mě, když to dokážeš (Catch Me If You Can)     |
| 2003 | Bill Nighy         | Láska nebeská (Love Actually)                      |
| 2004 | Clive Owen         | Na dotek (Closer)                                  |
| 2005 | Jake Gyllenhaal    | Zkrocená hora (Brokeback Mountain)                 |
| 2006 | Alan Arkin         | Malá Miss Sunshine (Little Miss Sunshine)          |
| 2007 | Javier Bardem      | Tahle země není pro starý (No Country for Old Men) |
| 2008 | Heath Ledger       | Temný rytíř (The Dark Knight)                      |
| 2009 | Christoph Waltz    | Hanebný pancharti (Inglourious Basterds)           |

### Druhé desetiletí 21. století
| Rok  | Herec               | Za výkon ve snímku                                                            |
| ---- | ------------------- | ----------------------------------------------------------------------------- |
| 2010 | Geoffrey Rush       | Králova řeč (The King's Speech)                                               |
| 2011 | Christopher Plummer | Začátky (Beginners)                                                           |
| 2012 | Christoph Waltz     | Nespoutaný Django (Django Unchained)                                          |
| 2013 | Barkhad Abdi        | Kapitán Phillips (Captain Phillips)                                           |
| 2014 | J. K. Simmons       | Whiplash (Whiplash)                                                           |
| 2015 | Mark Rylance        | Most špionů (Bridge of Spies)                                                 |
| 2016 | Dev Patel           | Lion (Lion)                                                                   |
| 2017 | Sam Rockwell        | Tři billboardy kousek za Ebbingem (Three Billboards Outside Ebbing, Missouri) |
| 2018 | Mahershala Ali      | Zelená kniha (Green Book)                                                     |
| 2019 | Brad Pitt           | Tenkrát v Hollywoodu (Once Upon a Time in Hollywood)                          |

### Třetí desetiletí 21. století
| Rok  | Herec             | Za výkon ve snímku                                 |
| ---- | ----------------- | -------------------------------------------------- |
| 2020 | Daniel Kaluuya    | Jidáš a černý mesiáš (Judas and the Black Messiah) |
| 2021 | Troy Kotsur       | V rytmu srdce (CODA)                               |
| 2022 | Barry Keoghan     | Víly z Inisherinu (The Banshees of Inisherin)      |
| 2023 | Robert Downey Jr. | Oppenheimer (Oppenheimer)                          |
| 2024 | Kieran Culkin     | Opravdová bolest (A Real Pain)                     |